# المحجل (بني حشيش)

تعديل مصدري - تعديل

المحجل هي إحدى قرى عزلة ذى مرمر بمديرية بني حشيش التابعة لمحافظة صنعاء، بلغ تعداد سكانها 426 نسمة حسب تعداد اليمن لعام 2004.